# Lauchhammer
Lauchhammer (in lusaziano inferiore Łuchow) è una città di 13 951 abitanti del Brandeburgo, in Germania.

Appartiene al circondario dell'Oberspreewald-Lusazia.

## Storia
Il 20 settembre 1993 vennero annessi alla città di Lauchhammer i comuni di Grünewalde e Kostebrau.

## Società

### Evoluzione demografica
- Sviluppo della popolazione dal 1875 entro gli attuali confini (Linea Blu: Popolazione; Linea puntata: Confronto dello sviluppo della popolazione dello Stato del Brandeburgo; Sfondo grigio: Ai tempi del governo nazista; Sfondo rosso: Al tempo del governo comunista)
- Sviluppo recente della popolazione (Linea blu) e previsioni

| Anno | Abitanti |
| ---- | -------- |
| 1875 | 4 627    |
| 1890 | 6 054    |
| 1910 | 10 151   |
| 1925 | 17 259   |
| 1939 | 22 467   |
| 1946 | 28 063   |
| 1950 | 27 524   |
| 1964 | 32 757   |

| Anno | Abitanti |
| ---- | -------- |
| 1971 | 31 854   |
| 1981 | 27 102   |
| 1985 | 26 626   |
| 1990 | 24 945   |
| 1995 | 22 948   |
| 2000 | 20 769   |
| 2005 | 18 697   |
| 2010 | 16 956   |

| Anno | Abitanti |
| ---- | -------- |
| 2015 | 15 084   |
| 2016 | 14 791   |
| 2017 | 14 569   |
| 2018 | 14 622   |
| 2019 | 14 336   |
| 2020 | 14 070   |

Fonti dei dati sono nel dettaglio nelle Wikimedia Commons..

## Geografia antropica
Appartengono alla città di Lauchhammer le frazioni (Ortsteil) di Grünewalde, Kostebrau e Kleinleipisch.

## Gemellaggi[6]
- Târgu Jiu, dal 2005